# Parque nacional Eshkol
El Parque nacional Eshkol (en hebreo: גן לאומי אשכול) es un parque nacional situado en el norte de Negev, Israel, cerca de Gaza. El parque de 875 acres ofrece céspedes y zonas de pícnic con sombra y cuenta en su centro con la gran cuenca Nahal Besor / Wadi Ghazzeh, conocida en hebreo como Ein Habesor y en árabe como Ein Schellal. Tiene una fuente que se nutre del acuífero cerca de la superficie, que es alimentado por la escorrentía de las lluvias de invierno.
Al este de la fuente el montículo de Khirbet Schellal domina el paisaje. Las tropas de la ANZAC descubrieon durante la Primera Guerra Mundial en la Segunda Batalla de Gaza un hermoso piso de mosaico que representa una variedad de animales, parte de las ruinas de una iglesia bizantina. El mosaico se muestra ahora en la Australian War Memorial en Canberra.  Schellal se encuentra a unos 3 km al nordeste, y en todo el valle del Nahal Besor / Wadi Ghazzeh, a lo largo del mucho más famoso sitio arqueológico bíblico, Tell el-Farah (al Sur).